# Anabel Medina Garrigues
Ana Isabel Medina Garrigues (Valencia, 31. srpnja 1982.) je španjolska tenisačica.
Profesionalnu karijeru započela je u siječnju 1998. godine. Do sada ima deset osvojenih turnira u pojedinačnoj konkurenciji Estoril 2011.,Fes 2009.,Strasbourg 2008., (Strasbourg 2007., Canberra i Palermo 2006., Strasbourg i Palermo 2005. i Palermo 2004. godine) i sedamnaest u igri parova.  Najbolji pojedinačni plasman joj je 16. mjesto (svibanj 2009.), a u parovima 3. mjesto (studeni 2008.)

## Vanjske poveznice
- WTA profil  Arhivirana inačica izvorne stranice od 19. listopada 2007. (Wayback Machine)